# Iglesia de San Miguel (Murtas)
La iglesia de San Miguel constituye el edificio más monumental de la localidad española de Murtas, provincia de Granada, y uno de los templos más grandes de La Alpujarra. Está ubicada en el centro del pueblo y es visible desde casi todos los puntos.
Se trata de un templo neoclásico diseñado por el arquitecto Domingo Tomás y ejecutado bajo la dirección de Francisco Aguado entre 1796 y 1806. Su cubierta de tejas rojas destaca y sobresale entre las casas. Dispone de tres amplias naves cubiertas por bóvedas de medio cañón la central y cúpulas sobre pechinelas las laterales. La fachada presenta tres calles y está rematada por un dintel con espadaña tras el cual aparecen las dos torres gemelas cubiertas por unas cúpulas de media naranja. Además en su fachada se puede ver una losa conmemorativa en la que queda reflejada la fecha de su terminación durante el reinado de Carlos IV. Hay que destacar en su interior el tabernáculo central de serpentina y obras de gran valor como el sagrario y una custodia de plata del siglo XIX. 
Durante la construcción de dicha iglesia, ejercía su episcopado como arzobispo de Granada Juan Manuel Moscoso y Peralta (1789–1811), de origen peruano. En cuanto a la financiación y construcción de las obras de la iglesia, se ha especulado con la posibilidad de que quien mandara construir dicha iglesia fuera el obispo Tomás Roda Rodríguez (1779-1858), nacido en Murtas. Este hecho choca al apreciar que el obispo "murteño" tendría solo 10 años de edad si hubiese sido él quien mandara dicha construcción (siguiendo las cronologías constructivas) y que hasta 1852 no fue ascendido a obispo. Lo que si podemos pensar es que sus distintos ascensos en cargos eclesiásticos, como canónigo de la archidiócesis de Granada en 1836 y posteriormente como obispo de Menorca, pudieron influir positivamente en posteriores construcciones y ornato de la iglesia. Aun así, la iglesia pertenece al Patrimonio Regio de España y, por tanto, fue financiada por el rey Carlos IV.